# Potte
Potte is een gemeente in het Franse departement Somme (regio Hauts-de-France) en telt 112 inwoners (2009). De plaats maakt deel uit van het arrondissement Péronne.

## Geografie
De oppervlakte van Potte bedraagt 3,2 km², de bevolkingsdichtheid is dus 35 inwoners per km².
De onderstaande kaart toont de ligging van Potte met de belangrijkste infrastructuur en aangrenzende gemeenten.

## Demografie
Onderstaande figuur toont het verloop van het inwonertal (bron: INSEE-tellingen).